# Богданов, Пётр Николаевич
Пётр Николаевич Богданов (1924—1945) — старший сержант Рабоче-крестьянской Красной Армии, участник Великой Отечественной войны, Герой Советского Союза (1945).

## Биография
Пётр Богданов родился в июле 1924 года в деревне Пиначи (по некоторым данным — Диванисы; ныне в Палкинском районе Псковской области) в крестьянской семье. Получил среднее образование. В возрасте 16 лет уехал в Ярославль, где учился в ремесленном училище. В июле 1941 года добровольцем ушёл на фронт. Участвовал в битве за Москву. В сентябре 1942 года был тяжело ранен, несколько месяцев лежал в госпитале. Вернувшись на фронт, участвовал в освобождении Белорусской ССР и Польши, боях за Слуцк, Брест, Барановичи, форсировании Западного Буга и Вислы, боях в Восточной Пруссии, освобождении Прейсиш-Эйлау, Гумбиннена, Алекбурга. К апрелю 1945 года старший сержант Пётр Богданов был помощником командира взвода 66-го стрелкового полка 61-й стрелковой дивизии 28-й армии 1-го Украинского фронта. Отличился во время Берлинской операции.
23 апреля 1945 года Богданов совместно с группой бойцов захватил мост через Тельтов-канал в Берлине. Закрепившись, взвод в течение 27 часов удерживал мост, отражая многочисленные контратаки немецких подразделений. В это бою взвод уничтожил более чем 200 немецких солдат и офицеров, около 60 солдат противника уничтожил лично Богданов. Своими действиями он способствовал успешной переправе полковых подразделений. В уличных боях Богданов взял в плен много немецких солдат и офицеров.
Указом Президиума Верховного Совета СССР от 27 июня 1945 года за «образцовое выполнение боевых заданий командования на фронте борьбы с немецко-фашистским захватчиками и проявленные при этом мужество и героизм» старший сержант Пётр Богданов был удостоен высокого звания Героя Советского Союза с вручением ордена Ленина и медали «Золотая Звезда». Получить награды Богданов не успел, так как 24 августа 1945 года погиб в бою с националистическим бандформированием. Похоронен в городе Лунинец Брестской области Белоруссии.
Был также награждён орденами Отечественной войны 2-й степени и Славы 3-й степени, а также рядом медалей, в том числе «За отвагу».